# Cité d'artistes
Une cité d'artistes est un lieu composé uniquement d'ateliers d'artistes.

## Exemples

### En Belgique
L'une des plus célèbres cités d'artistes bruxelloises était l'ensemble des ateliers Mommen à Saint-Josse-ten-Noode.

### En France
À Paris, le Bateau-Lavoir, la Ruche, la Cité fleurie, la Cité verte, la villa Seurat, l'allée d'Artistes, la cité des Vignes, la cité Falguière, la villa des Arts, Les Fusains ou la cité Montmartre-aux-artistes
, sont des exemples remarquables de cités d'artistes. 
[réf. souhaitée]Plusieurs ont disparu, achetées et détruites par les promoteurs souhaitant y construire des immeubles de rapport mais d'autres cités menacées par des projets immobiliers, telles la Cité fleurie, la Cité Verte ou la Ruche ont été préservées à la suite d'actions menées par leurs occupants et soutenues par des défenseurs du patrimoine. Certaines ont eu une vie assez courte, quelques années, d'autres plusieurs décennies. Les squats artistiques ayant le même but d'émulation par regroupement d'artistes les ont parfois remplacées.[style à revoir]

### En Russie
A Saint-Petersbourg, l'Artel des artistes constitué en 1863 — à la suite de la Révolte des Quatorze contre les règlements de l'Académie — était une tentative de fonder un collectif d'artistes. Celui-ci ne dépassa pas le stade d'un appartement et de quelques ateliers.  